# Ropotamo
Il Ropotamo (in bulgaro Ропотамо?, nome derivante dalla parola che, in greco antico, significa “fiume di confine”) è un fiume relativamente corto della Bulgaria sud-orientale.

## Geografia
Il Ropotamo nasce dallo Strandža e scorre per 48,5 km prima di gettarsi nel mar Nero, tra la spiaggia di Djuni nel comune di Sozopol e Primorsko.

### Flora e fauna alla foce
Il fiume è spesso notato soprattutto per la sua foce larga 30 m, che ospita molte specie di piante, più di cento delle quali sono a rischio nel paese. 
Il basso corso del Ropotamo è sede di una riserva naturale dal 1940 e di un'area protetta; esso è un'attrazione turistica per le sue ninfee e per le formazioni rocciose sopra il fiume, sopra alcune delle quali nidificano le aquile dalla coda bianca.

### Onorificenze
Al fiume Ropotamo è intitolato il Ghiacciaio Ropotamo, sull'Isola Livingston, nelle Isole Shetland Meridionali (Antartide).